# 王处直
王处直（863年—923年2月6日），字允明，京兆万年（今陕西西安）人，墓志称并州晋阳县人，晚唐、五代初期的义武节度使，是为割据一方的藩镇。

## 生平
他的家族世代隶属神策军，其父叫王寮。族父王宗因经商而富比王侯，为京师巨富。唐朝末年黄巢之乱后，他堂兄义武节度使王处存据定州割据，唐昭宗乾宁二年（895年），王处存去世，其子王郜继为节度使，亲近李克用。王处直为后院中军都知兵马使。
光化三年（900年），朱温进攻义武军，王郜派王处直迎击，王处直战败回军兵变，王郜出逃投奔李克用。张存敬派兵攻城，王处直登城呼曰：“敝邑于朝廷未尝不忠，于藩邻未尝失礼，不虞君之涉吾地，何也？”朱温遣人报之曰：“何以附太原而弱邻道？”王处直报曰：“吾兄与太原同时立勋王室，地又亲邻，修好往来，常道也。请从此改图。”朱温许之，仍归罪于孔目吏梁问，出绢十万匹，牛酒以犒汴州军。存敬修盟而退。朱温因此表授旄钺，于光化四年（901年）五月，授节，检校尚书左仆射、太原县开国男。天复三年（903年）秋，加检校司空，不久加司徒、中书门下平章事。
天祐元年，加太保，进太原郡王。天祐四年（907年）三月，朱温称帝，建立后梁，年号开平。王处直加太尉（或称检校太尉）兼侍中。开平三年（909年，天祐六年），加开府仪同三司、检校太师兼中书令，进封北平王。后梁进攻成德节度使、赵王王镕，王处直恐惧，担心唇亡齿寒，于是投靠晋王李存勖。
921年，王镕被义子张文礼杀害，王处直没有响应李存勖讨伐，被李存勖猜忌。王处直就派自己的儿子新州（今河北涿鹿）团练使王郁秘密联络耶律阿保机，背叛李存勖。定州将领不愿联络契丹。小吏和昭训劝其义子王都举事，王都于是抓住王处直，囚于西宅，自为留后。王氏子孙及王处直部下都被王都杀戮殆尽。次年（922年）正月朔旦，王都于西宅拜访王处直，王处直奋起揕其胸而呼曰：“逆贼！吾何负尔？”然而左右无兵，王处直遂欲咬其鼻，王都掣袖而走，王处直遂被杀。同光二年（924年）二月五日，葬曲阳县敦信乡仰盘山。

## 王处直墓
王处直墓位于河北省曲阳县，墓中发现大量的壁画和浮雕。壁画面积为100平方米，保存较好，色彩鲜艳，内容丰富，包括人物、花鸟、山水、器物、天象图等各类题材，其绘画水平之高，题材之完备，在目前中国北方发现的五代时期墓葬中实为罕见。汉白玉浮雕为16块，包括十二生肖、散乐图、奉侍图等，构思精巧，线条流畅，雕刻精美。内出土的彩绘浮雕武士石刻（上图）于1994年被盗往海外，后于2001年被追回。

## 家庭

### 妻
- 博陵郡夫人崔氏，在王处直生前去世
- 豳国夫人费氏，在王处直生前去世
- 楚国夫人卜氏，在王处直生前去世
- 陇西齐国夫人

### 子
1. 王郁，新州团练使、特进、检校太保
2. 王都，实为养子，宣力起运功臣，起复云麾将军、检校太尉兼侍中、上柱国、太原郡开国侯，食邑一千户，王处直墓志称其系楚国夫人所生
3. 王鄑，光禄大夫、检校司徒、守左骁卫大将军
4. 王郇，光禄大夫、检校司徒，早亡
5. 王邠，金紫光禄大夫、检校刑部尚书
6. 王䢼，银青光禄大夫、检校左散骑常侍，早亡
7. 王郴，检校右散骑常侍，早亡
8. 王{威阝}，检校太子宾客、左千牛卫将军

### 女
1. 长女，早亡
2. 次女，适幽州中军使周绍弼，早亡
3. 三女，适北京留守李存纪（未知与李存勖弟是否一人）
4. 四女，剃度为尼
5. 幼女

## 延伸阅读
[在维基数据编辑]
 《舊五代史·卷54》，出自薛居正《舊五代史》
 《新五代史·卷39》，出自歐陽修《新五代史》